# Canva
Canva este o platformă de design grafic australiană care este utilizată pentru a crea imagini și prezentări pentru rețelele sociale. Aplicația include șabloane gata făcute pe care utilizatorii le pot utiliza. Crearea unui cont și utilizarea Canva sunt gratuite, deși majoritatea elementelor de înaltă calitate sunt ascunse în spatele unui paywall. Aplicația oferă, de asemenea, abonamente plătite, cum ar fi Canva Pro și Canva for Enterprise, pentru funcționalități suplimentare. În 2021, Canva a lansat un instrument de editare video. Utilizatorii pot plăti și pentru produsele fizice care urmează să fie imprimate și expediate. Exemple de produse care pot fi realizate pe Canva includ semne de curte, cărți de vizită, diagrame de sarcini, artă de album, cărți electronice, infografice, meniuri și invitații. Compania a anunțat că intenționează să concureze cu Google și Microsoft în categoria software de birou, cu produse pentru site-uri web. Pe 7 decembrie 2022, Canva a lansat Magic Write, care este asistentul de copywriting al platformei cu AI. Pe 22 martie 2023, Canva și-a anunțat noul instrument Asistent, care face recomandări privind grafica și stilurile care se potrivesc cu designul existent al utilizatorului.
În septembrie 2021, Canva a strâns 200 de milioane de dolari, valoarea sa atins un vârf de 40 de miliarde de dolari în acel an. Până în septembrie 2022, evaluarea companiei ajunsese la 26 de miliarde de dolari.

## Istorie
Canva a fost fondată în Perth, Australia, de Melanie Perkins, Cliff Obrecht și Cameron Adams la 1 ianuarie 2013. În primul său an, Canva a avut peste 750.000 de utilizatori. În aprilie 2014, expertul în rețelele sociale și tehnologie Guy Kawasaki s-a alăturat companiei în calitate de promotor al mărcii. În 2015, a fost lansat Canva for Work, cu accent pe materiale de marketing.